# Elecciones generales de Angola de 2017
Las elecciones generales de Angola de 2017 se llevaron a cabo el 23 de agosto, con quince mesas donde la votación debió extenderse hasta el 26 de agosto, debido al mal clima. Fueron las cuartas elecciones desde la introducción del multipartidismo, y las terceras desde el fin de la guerra civil angoleña, concluida en 2002. El candidato presentado por el partido que obtuviera más escaños en el legislativo se convertiría automáticamente en Presidente.
Los comicios tuvieron el histórico carácter de ser la primera vez que el presidente José Eduardo dos Santos, Secretario General del gobernante y dominante Movimiento Popular de Liberación de Angola (MPLA), no se presentaba a la reelección, tras haber gobernado por más de treinta y ocho años, y siendo el segundo gobernante de África con más tiempo en el poder después de Teodoro Obiang Nguema, que lo supera por unos días. En su lugar fue designado candidato del partido João Lourenço, quien presentó una plataforma de gobierno centrada en la lucha contra la corrupción y el crecimiento económico del país, algo novedoso teniendo en cuenta que su predecesor del mismo partido era acusado de presidir uno de los regímenes más corruptos del mundo.
El MPLA ganó las elecciones con un cuestionado 61% de los votos, reduciéndose bastante el porcentaje de votos con respecto a la anterior elección, y perdiendo 25 escaños. Sin embargo, el declive del MPLA solo fue relativo, ya que en realidad obtuvo algunos votos más que en 2012, y solo consiguió un porcentaje menor debido a que la participación aumentó enormemente en casi un 13.5%. En general, los partidos más beneficiados durante la elección fueron los opositores Unión Nacional para la Independencia Total de Angola (UNITA), y Convergencia Amplia para la Salvación de Angola - Coalición Electoral (CASA-CE), que aumentaron mucho su intención de voto y consiguieron 51 y 16 escaños respectivamente, prácticamente doblando los resultados obtenidos en los anteriores comicios. Los resultados finales, que constataron la victoria del MPLA, se anunciaron el 6 de septiembre, a pesar de que la oposición afirmó que los impugnaría por considerar que la elección fue fraudulenta.

## Antecedentes
Inicialmente se pensó que el presidente José Eduardo dos Santos lideraría al gobernante MPLA en las elecciones antes de posiblemente renunciar en 2018, pero en diciembre de 2016 el MPLA designó a João Lourenço, ministro de Defensa y vicepresidente del MPLA, como el principal candidato del partido y, por lo tanto, su candidato presidencial. Lourenço era visto como fuertemente leal a dos Santos. Bornito de Sousa fue designado como candidato a la vicepresidencia del partido.
En abril de 2017, el Consejo de la República, que actúa como órgano consultivo del presidente, propuso celebrar las elecciones el 23 de agosto de 2017.  El 26 de abril se anunció que dos Santos había aprobado formalmente la fecha propuesta.
A principios de julio de 2017, la Comisión Electoral Nacional (CNE) declaró que esperaba 3.000 observadores electorales nacionales e internacionales en el país durante las elecciones.
El 21 de julio de 2017, la Asamblea Nacional aprobó una ley que mantendría a los altos funcionarios de seguridad (los jefes del ejército, la policía y los servicios de inteligencia) en el cargo durante ocho años, impidiendo así que los presidentes eligieran a voluntad a los ocupantes de esos cargos.

## Sistema electoral
Los 220 miembros de la Asamblea Nacional son elegidos por dos métodos; 130 son elegidos por representación proporcional de lista cerrada en una sola circunscripción nacional, con escaños asignados proporcionalmente. Se eligen 90 en 18 circunscripciones de cinco escaños, utilizando el método d'Hondt.  Los votantes deben tener al menos 18 años de edad y no tener una bancarrota no cancelada, una condena penal, doble ciudadanía o haber sido declarados dementes. Los candidatos deben tener al menos 35 años de edad.
El presidente es elegido por mayoría simple en doble votación simultánea para el mismo período que la asamblea, y puede servir un máximo de dos períodos. Cada partido participante nomina a un candidato presidencial como el primero de su lista, que debe estar claramente identificado en la papeleta de votación. El candidato más votado del partido es elegido presidente de acuerdo con la Constitución de 2010.

## Resultados
Los resultados preliminares publicados poco después de las elecciones mostraron al MPLA con el 64,8% de los votos. Los resultados finales publicados por la comisión electoral el 6 de septiembre de 2017 mostraron que el MPLA recibió el 61% de los votos, lo que le dio una mayoría parlamentaria de 150 de los 220 escaños y aseguró que João Lourenço se convertiría en presidente.
|  | 61.08 % |

|  | 26.68 % |

|  | 9.45 % |

|  | 1.35 % |

|  | 0.93 % |

|  | 0.51 % |

|  | 96.13 % |

|  | 2.43 % |

|  | 1.44 % |

|  | 100.00 % |

|  | 76.13 % |

## Resultados por distrito electoral
|  | 66.90 % |

|  | 24.69 % |

|  | 5.61 % |

|  | 1.24 % |

|  | 0.94 % |

|  | 0.62 % |

|  | 95.79 % |

|  | 2.57 % |

|  | 1.64 % |

|  | 100.00 % |

|  | 78.79 % |

|  | 61.48 % |

|  | 27.63 % |

|  | 8.91 % |

|  | 0.91 % |

|  | 0.64 % |

|  | 0.43 % |

|  | 96.47 % |

|  | 2.30 % |

|  | 1.23 % |

|  | 100.00 % |

|  | 77.95 % |

|  | 57.26 % |

|  | 38.21 % |

|  | 1.86 % |

|  | 1.11 % |

|  | 0.91 % |

|  | 0.65 % |

|  | 94.07 % |

|  | 3.57 % |

|  | 2.36 % |

|  | 100.00 % |

|  | 78.35 % |

|  | 39.95 % |

|  | 29.15 % |

|  | 28.15 % |

|  | 1.05 % |

|  | 0.91 % |

|  | 0.78 % |

|  | 98.96 % |

|  | 0.59 % |

|  | 0.55 % |

|  | 100.00 % |

|  | 77.22 % |

|  | 73.10 % |

|  | 21.53 % |

|  | 2.87 % |

|  | 1.18 % |

|  | 0.90 % |

|  | 0.43 % |

|  | 95.90 % |

|  | 3.35 % |

|  | 0.75 % |

|  | 100.00 % |

|  | 72.14 % |

|  | 77.54 % |

|  | 10.50 % |

|  | 7.92 % |

|  | 1.91 % |

|  | 1.56 % |

|  | 0.57 % |

|  | 94.59 % |

|  | 3.90 % |

|  | 1.51 % |

|  | 100.00 % |

|  | 79.31 % |

|  | 76.25 % |

|  | 14.78 % |

|  | 5.93 % |

|  | 1.27 % |

|  | 1.21 % |

|  | 0.56 % |

|  | 94.01 % |

|  | 4.62 % |

|  | 1.37 % |

|  | 100.00 % |

|  | 78.98 % |

|  | 89.06 % |

|  | 5.40 % |

|  | 3.78 % |

|  | 0.84 % |

|  | 0.60 % |

|  | 0.33 % |

|  | 96.78 % |

|  | 2.34 % |

|  | 0.88 % |

|  | 100.00 % |

|  | 71.12 % |

|  | 58.21 % |

|  | 35.79 % |

|  | 3.43 % |

|  | 1.24 % |

|  | 0.80 % |

|  | 0.52 % |

|  | 96.13 % |

|  | 3.05 % |

|  | 0.82 % |

|  | 100.00 % |

|  | 81.44 % |

|  | 76.46 % |

|  | 12.36 % |

|  | 8.34 % |

|  | 1.29 % |

|  | 1.01 % |

|  | 0.54 % |

|  | 94.54 % |

|  | 3.43 % |

|  | 2.03 % |

|  | 100.00 % |

|  | 70.01 % |

|  | 48.21 % |

|  | 35.43 % |

|  | 14.61 % |

|  | 0.76 % |

|  | 0.60 % |

|  | 0.38 % |

|  | 97.89 % |

|  | 0.76 % |

|  | 1.35 % |

|  | 100.00 % |

|  | 75.96 % |

|  | 66.73 % |

|  | 22.88 % |

|  | 5.16 % |

|  | 3.42 % |

|  | 1.05 % |

|  | 0.77 % |

|  | 93.66 % |

|  | 3.42 % |

|  | 2.92 % |

|  | 100.00 % |

|  | 66.82 % |

|  | 46.03 % |

|  | 41.00 % |

|  | 9.60 % |

|  | 2.11 % |

|  | 0.80 % |

|  | 0.47 % |

|  | 96.67 % |

|  | 1.81 % |

|  | 1.52 % |

|  | 100.00 % |

|  | 76.63 % |

|  | 76.53 % |

|  | 10.79 % |

|  | 8.88 % |

|  | 1.94 % |

|  | 1.28 % |

|  | 0.58 % |

|  | 93.05 % |

|  | 4.31 % |

|  | 2.64 % |

|  | 100.00 % |

|  | 70.09 % |

|  | 74.10 % |

|  | 19.27 % |

|  | 2.76 % |

|  | 2.73 % |

|  | 1.73 % |

|  | 0.40 % |

|  | 95.98 % |

|  | 2.79 % |

|  | 1.23 % |

|  | 100.00 % |

|  | 78.34 % |

|  | 76.49 % |

|  | 15.60 % |

|  | 5.56 % |

|  | 1.07 % |

|  | 0.73 % |

|  | 0.55 % |

|  | 96.53 % |

|  | 2.51 % |

|  | 0.96 % |

|  | 100.00 % |

|  | 75.59 % |

|  | 71.37 % |

|  | 18.51 % |

|  | 6.13 % |

|  | 1.65 % |

|  | 1.54 % |

|  | 0.80 % |

|  | 94.50 % |

|  | 4.38 % |

|  | 1.12 % |

|  | 100.00 % |

|  | 83.55 % |

|  | 51.29 % |

|  | 26.74 % |

|  | 17.96 % |

|  | 1.76 % |

|  | 1.25 % |

|  | 1.00 % |

|  | 97.81 % |

|  | 1.37 % |

|  | 0.82 % |

|  | 100.00 % |

|  | 72.88 % |